# العربي دماغ العتروس
العربي دماغ العتروس (ولد سنة 1924 أولاد أحبابة، ولاية سكيكدة - 28 أكتوبر 2017 الجزائر العاصمة)، سياسي جزائري، تقلد منصب وزير الثقافة في 1991.

## سيرة
كان من المناضلين الكبار في حزب الشعب الجزائري، انتخب عضوا في المجلس الجزائري عن حركة انتصار الحريات الديمقراطية سنة 1948 كأصغر نائب عمره 24 سنة، وكان لا يتكلم بالمجلس الجزائري إلا بالعربية بالرغم من أنه يتقن الفرنسية.
شارك في معركة 20 أغسطس 1955 بالشمال القسنطيني وسجن. كان وزيرا في الحكومة المؤقتة سنة 1958، كلف بالقيام بنشاط سياسي لصالح الثورة بأمريكا اللاتينية. زار الصين وفيتنام وألقى كلمة الوفد بالعربية في هانوي أمام هو تشي منه.

### بعد الاستقلال
أول سفير للجزائر بأندنوسيا، ثم في يوغوسلافيا، ورومانيا، وباكستان.
عين وزيرا للثقافة واشتهر بحادثة حيث تلقّى رسالة من وزير الثقافة الفرنسي، فرد عليها برسالة باللغة العربية، قائلا أرسل لي رسالة بلغته فأجبته برسالة بلغتي. وهو الوزير الجزائري الوحيد الذي يقوم بعمل كهذا.

## من أقواله
| العربي دماغ العتروس | مصالي الحاج هو صاحب فكرة الاستقلال وهو أبو الوطنية فعلا ويجب أن يذكر بكل خير. ولكنه أيضا بشر، تتغير قراراته لان طول مدة النفي والمحيط أثرا في عقلية وأفكار مصالي، خاصة أن محامين فرنسيين من التروتسكيين والشيوعيين اثروا فيه | العربي دماغ العتروس |

.
| العربي دماغ العتروس | العقيد عميروش كان يحب اللغة العربية ومتعصبا لها، لقد منع جنود الولاية الثالثة من التحدث باللغة الفرنسية | العربي دماغ العتروس |

.
| العربي دماغ العتروس | ديغول نفسه عندما قيل له أنه يجب حماية الحركى قال “أنا لا أحب الخونة | العربي دماغ العتروس |

.

## وفاته
توفي في 28 أكتوبر 2017 بمستشفى عين النعجة العسكري وشيعت جنازته الأحد بمقبرة الشراقة الجزائر العاصمة.